# 第132师团
第132师团（Dai-hyakusanjūni Shidan）日本帝国陆军的一个步兵师。它的代号是振起兵团（Shinki Heidan）。该师于1945年2月1日在武汉以丙级师团的编制组建。师团的主力是第39师团和第68师团的一小部分。

## 行动
第132师团被永久分配到第6方面军。组建后，第132师团负责原先由第39师团在宜昌守卫的区域。此后，该师团一直留在宜昌地区，直到1945年8月15日日本投降。